# Амінат Джамал
Амінат Юсуф Джамал (англ. Aminat Yusuf Jamal) (нар. 27 червня 1997) — бахрейнська легкоатлетка нігерійського походження, яка спеціалізується в бігу на 400 метрів з бар'єрами, чемпіонка Азії в змішаній та жіночій естафеті 4×400 метрів (2019), чемпіонка та призерка азійських континентальних змагань.
На чемпіонаті світу-2019 спортсменка здобула бронзову нагороду в змішаній естафеті 4×400 метрів.